# Gary Heidnik
Gary Michael Heidnik (22 de noviembre de 1943 - 6 de julio de 1999) fue un criminal estadounidense, conocido como El sembrador de bebés quien raptaba, torturaba y usaba como objeto sexual a mujeres, en su mayoría prostitutas, con el fin de crear una "granja de bebés". Aunque algunos lo consideran un asesino en serie, sus actos constaban en mantener a sus víctimas con vida, por largos períodos de tiempo para satisfacer sus deseos sexuales.
Fue condenado a muerte por sus crímenes en 1988, y ejecutado mediante inyección letal el 6 de julio de 1999. Es la última persona ejecutada en el estado de Pensilvania.

## Biografía

### Nacimiento e infancia
Gary Michael Heidnik nació el 22 de noviembre de 1943 en Eastlake, Ohio. Hijo de un padre severo, quien le propinaba golpizas y maltratos. Heidnik sufría de incontinencia urinaria, lo cual provocó que su padre lo avergonzara, colgando las sábanas en la ventana de su cuarto para que sus vecinos lo vieran.

### Comienzos y Crímenes
Heidnik se retira dos años antes de graduarse del instituto y se une al ejército de los Estados Unidos, donde termina sus estudios y se interesa por la enfermería, se desplaza hasta San Antonio, Texas, a estudiar medicina. En 1962, es transferido al hospital de Alemania Federal, donde se denotan los primeros síntomas de trastorno mental, y donde es pensionado por inhabilidad laboral al ser diagnosticado con "Trastorno Esquizoide de Personalidad". En 1970 su madre muere, lo cual causa gran impacto en su comportamiento. Se interna en varias ocasiones en centros psiquiátricos.
En 1971, crea en North Marchall Street, Filadelfia, la "Iglesia Unida de los Ministros de Dios". A los 35 años se casa con una mujer con retraso mental. Luego se lleva a la hermana de su esposa a vivir con ellos, donde convierte a estas dos mujeres en sus esclavas sexuales, acto que lo llevó a prisión, de la cual sale libre en 1984. En 1986, siendo pastor de su iglesia, Heidnik siente el deseo de crear una familia con diez mujeres, y tener hijos con todas ellas, para lo cual raptaba mujeres afroamericanas con retrasos mentales, y a prostitutas, a las cuales encerraba en el sótano de su iglesia, donde eran sometidas a actos sexuales forzosos y a torturas físicas. Dos de las seis mujeres raptadas mueren por las condiciones en que Heidnik las mantenía. Luego rapta a dos mujeres más, una de ellas, llamada Deborah Dudley, se resiste a sus tratos y provoca más violencia y mejores medidas de seguridad. Otra, llamada Sandra Linsay, intenta escapar en 1987, lo cual causa que Heidnik la ate de su brazo a una viga, y la prive de alimento. Luego es cortada con una sierra eléctrica. Dudley muere posteriormente, por causa de descargas eléctricas que Heidnik le propinaba.

### Arresto y condena
El 24 de marzo de 1987, Josefina, una víctima de Heidnik, que posteriormente se había convertido en su ayudante, logra convencer a Heidnik de dejarla ir donde sus padres para lograr convencerlos de que no sufría peligro. Heidnik accede, pero Josefina va a las autoridades, donde confiesa todo lo que ha sucedido y denuncia a Heidnik.
El 25 de marzo de 1987, la policía allana la residencia de Heidnik, donde se rescatan a tres mujeres en grave situación. Heidnik no opone resistencia al arresto.
Es ejecutado por inyección letal el 6 de julio de 1999, en la Institución Correccional Estatal - Rockview en el Condado de Centre, Pensilvania, y su cuerpo es incinerado. Actualmente, sigue siendo la última persona ejecutada en el estado de Pensilvania.